# Regiuni istorice ale Poloniei
Regiuni istorice ale Poloniei

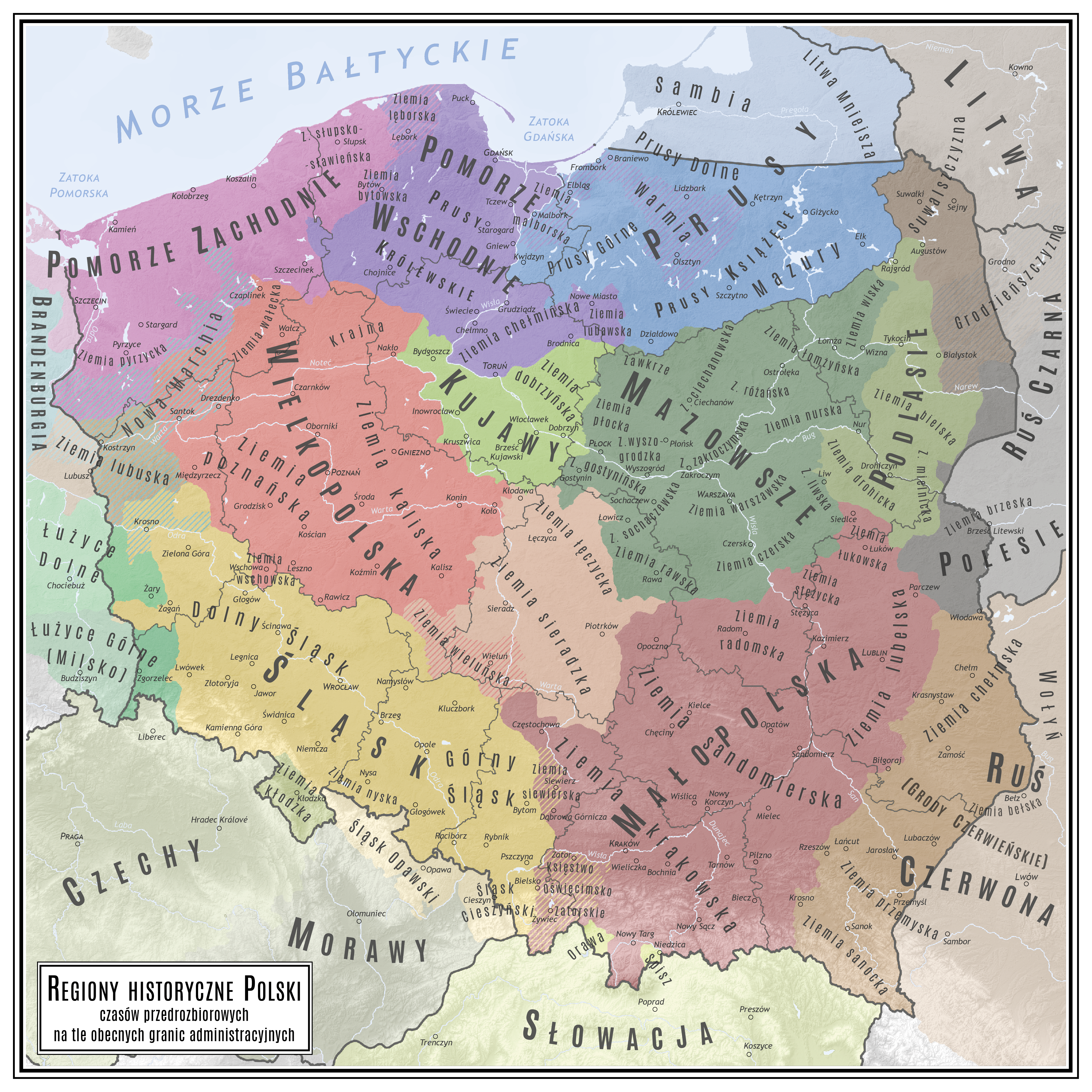
Pre-partiționați terenurile istorice ale Poloniei pe fondul granițelor administrative moderne

Regiunile istorice poloneze sunt regiuni care au fost legate de un fost stat polonez, sau sunt în prezent în Polonia, fără a fi identificate în prezent ca diviziune administrativă.
Există mai multe regiuni istorice și culturale din Polonia, care sunt numite regiuni etnografice. Frontierelor lor exacte nu pot fi trase, deoarece regiunile nu sunt unități politice sau administrative oficiale. Ele sunt delimitate de cultură, cum ar fi tradițiile țării, stilul de viață tradițional, cântece, povești, etc. Într-o anumită măsură, regiunile corespund zonelor de dialectelor limbii poloneze. Corespondență, cu toate acestea, nu este deloc strictă.

## Regiunile moderne ale statului Polon
În interiorul granițelor Poloniei moderne se găsesc următoarele regiuni istorice:
| Stemă | În poloneză                   | În latină      | Orașe importante                                |
| ----- | ----------------------------- | -------------- | ----------------------------------------------- |
|       | Cașubia (Kaszuby)             | Cassubia       | Kartuzy, Wejherowo                              |
|       | Cuiavia (Kujawy)              | Cuiavia        | Bydgoszcz, Włocławek, Inowrocław                |
|       | Luzacia (Łużyce)              | Lusatia        | Żary                                            |
|       | Mazovia (Mazowsze)            | Mazovia        | Varșovia, Płock                                 |
|       | Podlasia (Podlasie)           | Podlachia      | Białystok                                       |
|       | Polonia Mare (Wielkopolska)   | Polonia Maior  | Poznań, Kalisz, Konin, Gniezno                  |
|       | Polonia Mică (Małopolska)     | Polonia Minor  | Cracovia, Lublin, Częstochowa, Radom, Sosnowiec |
|       | Polesie (Polesie)             | Polesia        | Biała Podlaska                                  |
|       | Pomerelia (Pomorze Wschodnie) | Pomerania      | Gdańsk, Gdynia                                  |
|       | Pomerania (Pomorze Zachodnie) | Pomerania      | Szczecin, Koszalin, Słupsk                      |
|       | Prusia (Prusy)                | Borussia       | Olsztyn, Elbląg                                 |
|       | Rutenia Roșie (Ruś Czerwona)  | Ruthenia Rubra | Rzeszów, Zamość, Przemyśl                       |
|       | Silezia (Śląsk)               | Silesia        | Wrocław, Katowice, Gliwice, Zabrze, Opole       |

- Curlanda - poloneză: 1561-1795
- Latgalia - poloneză: 1561-1772
- Pocuția - poloneză: 1349-1370, 1387-1772, 1919-1939
- Podolia - poloneză: 1366-1370, 1387-1672, 1699-1793, 1919-1939
- Rutenia Albă - poloneză: 1569-1793
- Samogitia - poloneză: 1569-1795
- Semigalia - poloneză: 1561-1795
- Ucraina de pe malul stâng - poloneză: 1569-1667
- Ucraina de pe malul drept - poloneză: 1569-1793
- Vidzeme - poloneză: 1561-1621
- Volânia - poloneză: 1366-1370, 1569-1795, 1920-1939
- Zaporojia - poloneză: 1569-1667